# تاكويا فوجيوارا
تاكويا فوجيوارا (باليابانية: 藤原 拓也) (18 ديسمبر 1992 في توكوشيما في اليابان – )؛ هو لاعب كرة قدم سابق كان يلعب كمدافع.

## وصلات خارجية
- تاكويا فوجيوارا على موقع رابطة كرة القدم اليابانية للمحترفين (اليابانية)
- تاكويا فوجيوارا على موقع قاعدة بيانات كرة القدم.إي يو (الإنجليزية)
- تاكويا فوجيوارا على موقع Soccerway.com (الإنجليزية)